# Ausson
Ausson (okzitanisch gleichlautend) ist eine französische Gemeinde mit 592 Einwohnern (Stand 1. Januar 2022) im Département Haute-Garonne in der Region Okzitanien (vor 2016 Midi-Pyrénées); sie gehört zum Arrondissement Saint-Gaudens und zum Kanton Saint-Gaudens. Die Einwohner werden Aussonnais genannt.

## Geografie
Ausson liegt in der historischen Provinz Comminges am Ufer der Garonne, etwa zehn Kilometer westlich von Saint-Gaudens. Umgeben wird Ausson von den Nachbargemeinden Les Tourreilles im Norden und Nordwesten, Ponlat-Taillebourg im Nordosten, Pointis-de-Rivière im Osten, Huos im Süden, Gourdan-Polignan im Südwesten sowie Montréjeau im Westen. Im Gemeindegebiet von Ausson liegt die Mautstation der sechs Kilometer langen Autoroute A645.

## Bevölkerungsentwicklung
| Jahr                       | 1962 | 1968 | 1975 | 1982 | 1990 | 1999 | 2010 | 2020 |
| Einwohner                  | 293  | 324  | 462  | 541  | 547  | 541  | 530  | 592  |
| Quellen: Cassini und INSEE |      |      |      |      |      |      |      |      |

## Sehenswürdigkeiten

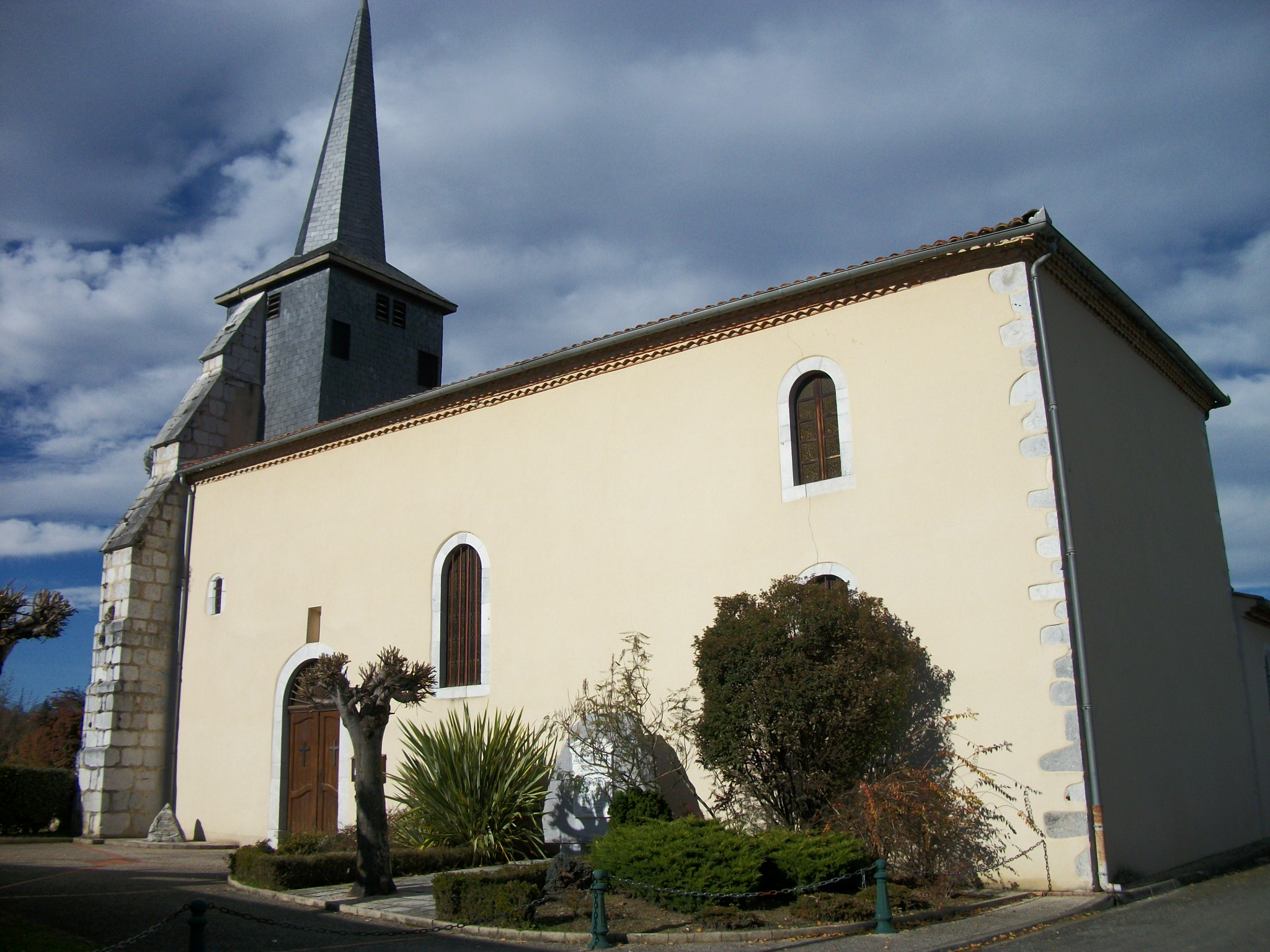
Kirche Saint-Pierre
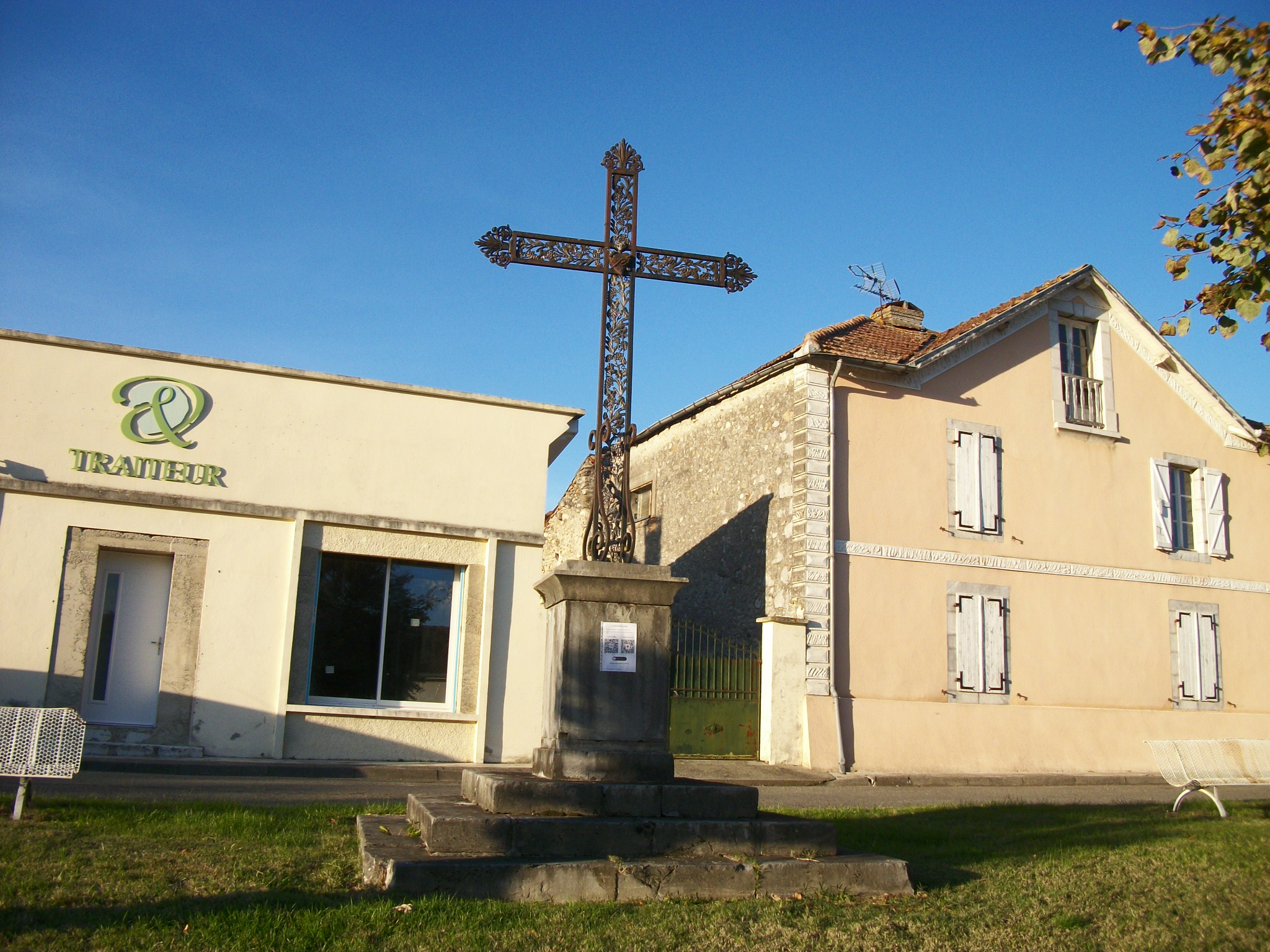
Wegkreuz
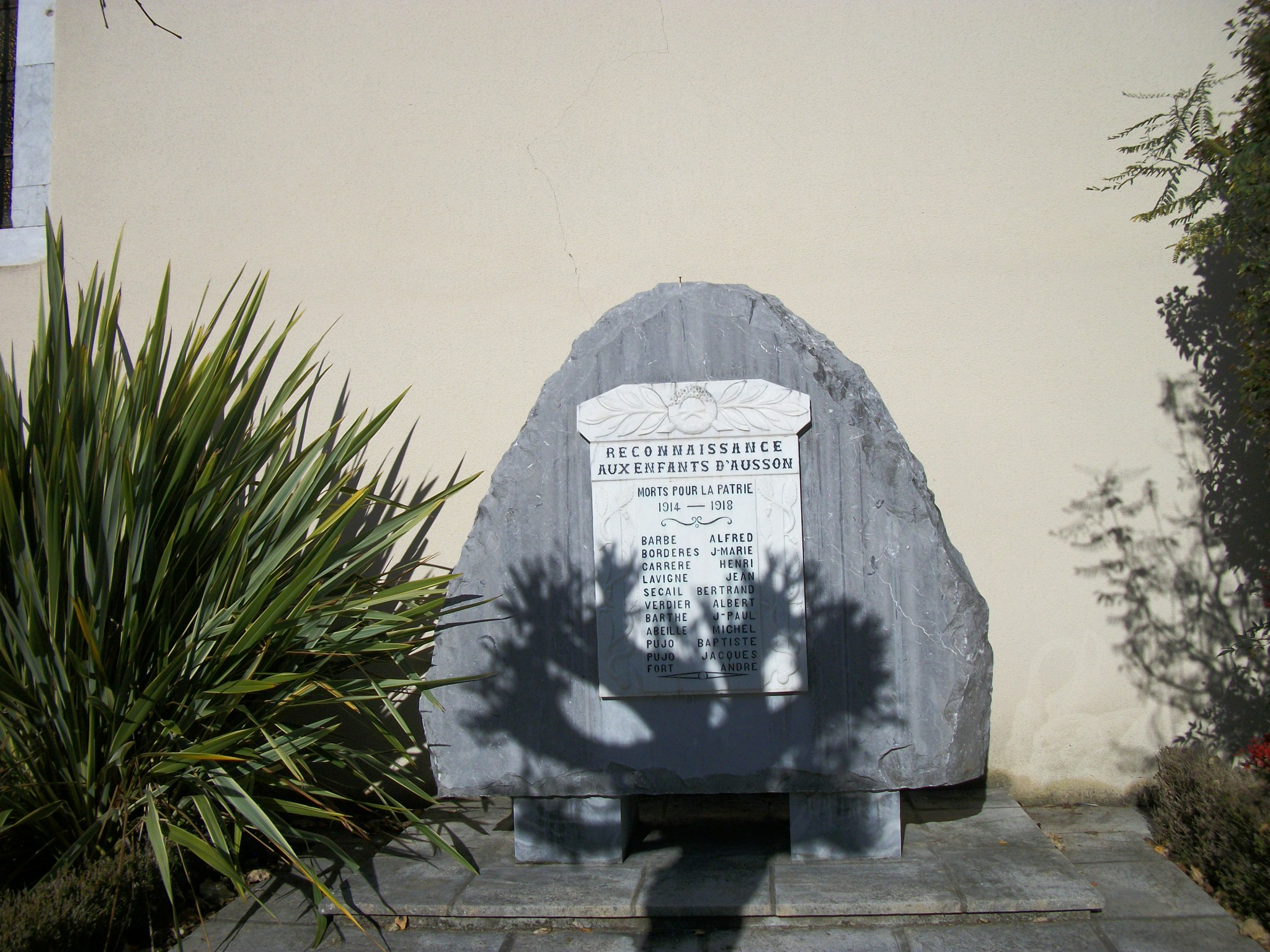
Gefallenendenkmal
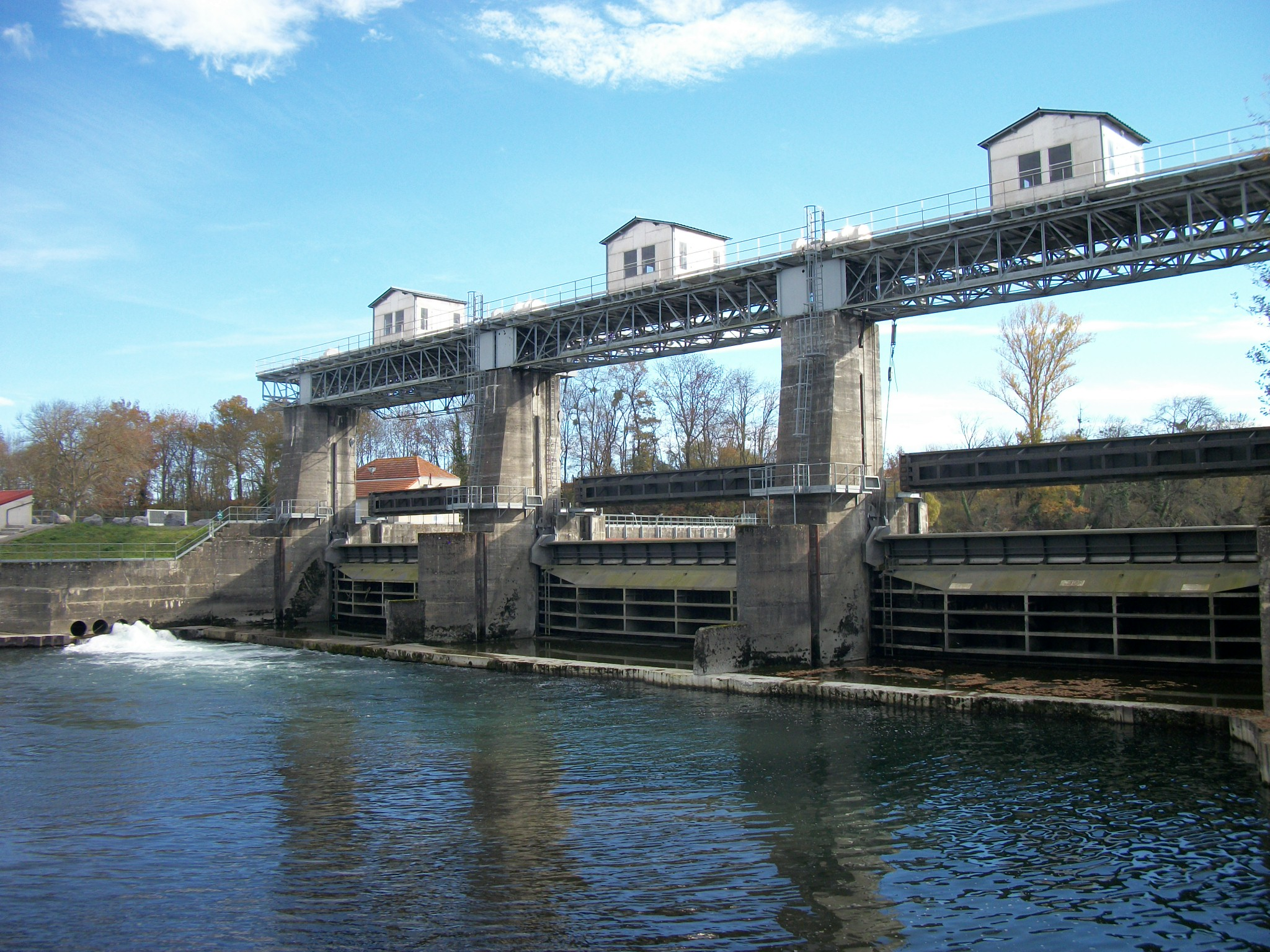
Talsperre Ausson

- Kirche Saint-Pierre
- Wegkreuz
- Gefallenendenkmal
- Talsperre Ausson

## Meteorit
Im Jahr 1858 stürzte bei Ausson ein rund 50 Kilogramm schwerer Meteorit zu Boden. Es wurden zwei Fragmente von insgesamt etwa 50 Kilogramm geborgen: das größere fiel auf einen Acker, das kleinere auf eine Scheune. Später wurde der Meteorit als Chondrit des Typs L5 klassifiziert.